# Mayview (Misuri)
Mayview es una ciudad ubicada en el condado de Lafayette en el estado estadounidense de Misuri. En el Censo de 2010 tenía una población de 212 habitantes y una densidad poblacional de 524,7 personas por km².

## Geografía
Mayview se encuentra ubicada en las coordenadas 39°3′10″N 93°50′00″O / 39.05278, -93.83333. Según la Oficina del Censo de los Estados Unidos, Mayview tiene una superficie total de 0.4 km², de la cual 0.4 km² corresponden a tierra firme y (0%) 0 km² es agua.

## Demografía
Según el censo de 2010, había 212 personas residiendo en Mayview. La densidad de población era de 524,7 hab./km². De los 212 habitantes, Mayview estaba compuesto por el 89.62% blancos, el 7.55% eran afroamericanos, el 0% eran amerindios, el 0.47% eran asiáticos, el 0% eran isleños del Pacífico, el 0.94% eran de otras razas y el 1.42% pertenecían a dos o más razas. Del total de la población el 0.94% eran hispanos o latinos de cualquier raza.